# Diskografie Iron Butterfly
Toto je seznam alb kalifornské rockové skupiny Iron Butterfly, skupina nahrála celkem 6 studiových alb a další kompilace, živá alba atd.

## Studiová alba
| Rok  | Název                                                                     | Kritika               | Vydavatel |
| 1968 | Heavy - Nahráno: Říjen 1967 - Vydáno: 1968                                | Allmusic ProgArchives | ATCO      |
| 1968 | In-A-Gadda-Da-Vida - Nahráno: Začátek roku 1968 - Vydáno: 14. červen 1968 | Allmusic              | ATCO      |
| 1969 | Ball - Nahráno: ??? - Vydáno: Únor 1969                                   | Allmusic              | ATCO      |
| 1970 | Metamorphosis - Nahráno: Květen-červenec 1970 - Vydáno: 1970              | Allmusic              | ATCO      |
| 1975 | Scorching Beauty - Nahráno: 1975 - Vydáno: 1975                           | Allmusic              | MCA       |
| 1975 | Sun and Steel - Nahráno: 1974-1975 - Vydáno: 1975                         | Allmusic              | MCA       |

## Koncertní alba
| Rok  | Název                                                                     | Kritika  | Vydavatel |
| 1970 | Live - Nahráno: 25.-30. květen 1969 - Vydáno: 22. duben 1970              | Allmusic | ATCO      |
| 2011 | Fillmore East 1968 - Nahráno: 26.-27. dubna 1968 - Vydáno: 17. října 2011 |          | Rhino     |

## Kompilační alba
| Rok  | Název                                                                                   | Vydavatel        |
| 1971 | Evolution: The Best of Iron Butterfly - Nahráno: 1967-1970 - Vydáno: 1971               | Atlantic Records |
| 1973 | Star Collection - Nahráno: 1967, 1969 - Vydáno: 1973                                    | MCA              |
| 1988 | Rare Flight - Nahráno: 1968, 1969 - Vydáno: 1988                                        | Atlantic Records |
| 1993 | Light & Heavy: The Best of Iron Butterfly - Nahráno: 1967-1970 - Vydáno: 19. leden 1993 | Rhino Records    |
| 2011 | The Lost Broadcasts (CD+DVD) - Nahráno: 1971 - Vydáno: 30. květen 2011                  | Gonzo Records    |

## Soundtracky
| Rok  | Název                                           | Vydavatel |
| 1968 | The Savage Seven (spolu s Cream) - Vydáno: 1968 | ATCO      |

## Video alba
| Rok  | Název                                                      |
| 1995 | In-A-Gadda-Da-Vida - Nahráno: 1. leden 1971 - Vydáno: 1995 |

## DVD
| Rok  | Název                                                                         |
| 2004 | Rock 'N' Roll Greats In Concert! - Nahráno: 7. září 2004 - Vydáno: 2004       |
| 2009 | Concert and Documentary – Europe 1997 - Nahráno: 1997 - Vydáno: 10. únor 2009 |

## Singly
Zde je úplný seznam singlů vydaných skupinou v USA a zámoří.
- "Don't Look Down on Me" b/w "Possession"
- "Possession" b/w "Evil Temptation"
- "Unconscious Power" b/w "Possession"
- "In-A-Gadda-Da-Vida" (2:52 edit) b/w "Iron Butterfly Theme" (3:25 edit)
- "Soul Experience" b/w "In The Crowds"
- "In the Time of Our Lives" b/w "It Must Be Love" (některé mají plnou 4:47 albovou verzi, ostatní upraveny na 3:15 na straně A)
- "Easy Rider" b/w "Soldier In Our Town"
- "New Day" b/w "Soldier in Our Town" (evropské vydání)
- "Silly Sally" b/w "Stone Believer"
- "Silly Sally" b/w "Talkbox Solo from Butterfly Bleu" (evropské vydání)
- "Shady Lady" b/w "Best Years of Our Lives" (evropské vydání)
- "Pearly Gates" b/w "Searchin' Circles" (obě písně upravené)
- "High on a Mountain Top" b/w "Scion" (kratší verze)
- "Beyond the Milky Way" b/w "Get It Out"
- "I'm Right I'm Wrong" (3:50 edit) b/w "Free" (promo kopie)
- "In-A-Gadda-Da-Vida" (2:52 edit) b/w "Soul Experience" (znovuvydání Atlantic Oldies)
- Thai EP: "In-A-Gadda-Da-Vida" (píseň hraje od začátku a končí těsně před sólem na bicí) b/w "Get Ready" (Rare Earth)